# Elizabeth Bogush
Elizabeth Bogush (* 24. September 1977 in Perth Amboy, New Jersey) ist eine US-amerikanische Schauspielerin.

## Leben
Sie begann ihre schauspielerische Karriere im Alter von 18 Jahren beim Sender Nickelodeon in der Serie The Adventures of Pete and Pete. Im deutschen Fernsehen war sie erstmals 2000 in der Serie Undressed – Wer mit wem? auf MTV zu sehen. Sie spielte außerdem in einigen Folgen der Serie Scrubs – Die Anfänger die Rolle der Alex.
Bogush ist in zweiter Ehe mit dem Drehbuchautor und Produzenten Lukas Reiter verheiratet.

## Filmografie
- 1999: Eastside – Auf welcher Seite stehst Du (Eastside)
- 2000: Undressed – Wer mit wem? (Undressed, 2. Staffel)
- 2000–2001: Titans (Fernsehserie, 14 Folgen)
- 2003: Platonically Incorrect (Fernsehfilm)
- 2004–2005: The Mountain (Fernsehserie, 12 Folgen)
- 2005: Washington Street (Fernsehfilm)
- 2005: Breadwinners (Fernsehfilm)
- 2005: Tweek City
- 2006: Jam
- 2006: Starstruck
- 2007–2008: October Road (Fernsehserie, 12 Folgen)
- 2007: Believers
- 2008: Play or Be Played (Fernsehfilm)
- 2011: Big Mike (Fernsehfilm)
- 2012: Acting Like Adults
- 2014: Cooties
- 2015–2016: Schatten der Leidenschaft (Fernsehserie, 25 Folgen)

### Gastauftritte
- 1993: Pete & Pete (The Adventures of Pete & Pete, Folge 3x02)
- 1998: Profiler (Folge 2x18)
- 1998: Hang Time (Folge 4x04)
- 1998: V.I.P. – Die Bodyguards (V.I.P., Folge 1x07)
- 1998: Legacy (Folge 1x08)
- 1999: Beverly Hills, 90210 (3 Folgen)
- 1999: New York Life – Endlich im Leben! (Time of Your Life, Folge 1x06)
- 2000: Felicity (2 Folgen)
- 2001: Seven Days – Das Tor zur Zeit (Seven Days, Folge 3x13)
- 2002: Alle lieben Raymond (Everybody Loves Raymond, Folge 7x09)
- 2002 / 2009: Scrubs – Die Anfänger (Scrubs, 4 Folgen)
- 2003: She Spies – Drei Ladies Undercover (She Spies, Folge 1x13)
- 2003: A.U.S.A. (Pilotfolge)
- 2003: American Dreams (Folge 1x18)
- 2003: Emergency Room – Die Notaufnahme (ER, Folge 9x18)
- 2005: How I Met Your Mother (Folge 1x09)
- 2006: Happy Hour (Folge 1x05)
- 2008: Gemini Division (4 Folgen)
- 2009: The Big Bang Theory (Folge 3x04)
- 2009–2010: The Forgotten – Die Wahrheit stirbt nie (The Forgotten, 3 Folgen)
- 2010: Marry Me (2 Folgen)
- 2011: Grey’s Anatomy (Folge 7x15)
- 2011: How to Be a Gentleman (Folge 1x02)
- 2012: Rules of Engagement (Folge 6x13)
- 2012: Common Law (Folge 1x09)
- 2012: CSI: Vegas (CSI: Crime Scene Investigation, Folge 13x02)
- 2013: Two and a Half Men (Folge 10x17)
- 2013: The Mentalist (Folge 5x15)
- 2013–2014: Masters of Sex (3 Folgen)
- 2014–2022: Navy CIS: L.A. (NCIS: Los Angeles, 10 Folgen)
- 2016: Criminal Minds (Folge 11x17)
- 2017: Training Day (1 Folge)
- 2018: American Woman (1 Folge)
- 2019: The Blacklist (5 Folgen, Staffel 7)